# Kolegium jezuitów w Krakowie (ul. Grodzka)
Kolegium jezuitów przy kościele Świętych Apostołów Piotra i Pawła przy ulicy Grodzkiej istniało w latach 1600-1773. Po kasacie zakonu w gmachu kolegium mieścił się od 1774 dom emerytów, od 1780 Seminarium nauczycielskie, od 1786 zajmowali je cystersi, później urzędy austriackie, w l. 1815-46 Senat Wolnego Miasta Krakowa, potem sąd, od 1973 roku do dziś Collegium Broscianum Uniwersytetu Jagiellońskiego.

## Geneza
Król Zygmunt III podjął się 17 X 1595 fundacji domu profesów przy ul. Grodzkiej. W 1596 zakupiono dwór z ogrodem od Joachima Ocieskiego i ogród od klarysek, w 1597 dwie kamienice od altarzysty Jana Zerzyńskiego, w 1598 dwór od Marcina Stadnickiego. Zamieszkali tam jezuici kierujący budową kościoła oraz kapelani dworscy (Patres aulici) z o. Piotrem Skargą na czele. Po wybudowaniu kościoła miano tu przenieść dom profesów od św. Barbary. Jednak Kongregacja Prowincji w 1606 uprosiła generała, by nie opuszczać kościoła św. Barbary. Przy nowym kościele utworzono więc rezydencję zależną od domu profesów. W 1617 rezydencja uzyskała niezależność, bo król zgodził się fundować kolegium; erygowano je w ostatecznym kształcie w 1621 roku.

## Rozwój
Kolegium mieściło się początkowo w starych budynkach przy ul. Grodzkiej i we dworze Ocieskiego w głębi ogrodu. Zamierzano budować nowy gmach i przygotowano w 1627 i 1634 jakieś projekty. Król Władysław IV pozwolił w 1638 przesunąć nieco mur miejski, ale dopiero w 1651 podpisano umowę z miastem na podstawie nowego projektu, nakreślonego przez jezuickiego brata zakonnego Benedykta Molli. Z powodu wojen do budowy nie doszło. W 1668 wysłano do Rzymu nowy projekt (Stanisława Solskiego?), a w l. 1669-77 z fundacji biskupa Andrzeja Trzebickiego wystawiono nowy gmach tzw. Collegium Trebicianum między dworem Ocieskiego a murem miejskim, bez przesuwania muru. Potem wyburzono tzw. stary gmach i w 1679 zaczęto budować skrzydło poprzeczne, ale przerwano po śmierci fundatora (29 XII 1679) wskutek sprzeciwu Akademii Krakowskiej. 
Kolegium spalone w 1719, zostało odbudowane w dotychczasowym stanie do 1721. W l. 1727-30 ukończono budowę skrzydła poprzecznego. Po długich staraniach rektor Franciszek Koźmiński zakupił w 1768 tylną część Bursy Prawników i przygotował projekt rozbudowy kolegium, lecz zmarł nie rozpocząwszy budowy.

## Działalność
W 1617 jezuici uzyskali od króla Zygmunta III zgodę, by zamiast domu profesów otworzyć przy kościele św. Piotra i Pawła pełnoprawne kolegium połączone z Akademią Krakowską. Obmyślali różne sposoby połączenia, ale akademicy nie chcieli żadnej unii. Generał zakonu zgodził się jednak na otwarcie kolegium. Król wystawił dokument erekcyjny 3 III 1623. Rektor o. Mikołaj Łęczycki otworzył kurs teologii dla kleryków jezuickich w 1623 i dla obcych w 1624, a później publiczne szkoły humanistyczne w 1625 i kurs filozofii w 1628. Akademia Krakowska wniosła w 1623 skargę do króla, potem do nuncjusza i na sejmiki, a w 1625 do najwyższego trybunału papieskiego do Roty Rzymskiej. W l. 1626-27 zapadły cztery wyroki Roty na korzyść jezuitów. Akademia Krakowska wniosła w 1629 obszerny rekurs, na co odpowiedzią była piąta i szósta decyzja Roty, a w 1630 dekret nakazujący Akademii pod groźbą ekskomuniki zastosować się do wyroków Roty. Tymczasem studenci napadali na uczniów jezuickich, wybijali okna w kolegium, przeszkadzali w publicznych dysputach. Po śmierci Zygmunta III w 1632 sytuacja uległa zmianie. Król Władysław IV przez swego posła Jerzego Ossolińskiego wystarał się u papieża Urbana VIII o cofnięcie dekretów Roty Rzymskiej i nakaz zamknięcia szkół jezuickich w celu przywrócenia spokoju w mieście. Brewe papieskie wyszło 15 I 1634. Odtąd jezuici wykładali w Krakowie tylko teologię dla własnych kleryków aż do kasaty zakonu.

## Biblioteka
Biblioteka otrzymała liczne legaty książkowe od ks. Andrzeja Łukomskiego, biskupa Piotra Tylickiego, biskupa Andrzeja Trzebickiego. Pierwotny księgozbiór liczący ponad 9000 tomów spalił się w pożarze kolegium w 1719. Pożar rozpoczął się zresztą w bibliotece i zniszczył oprócz książek wiele cennych rękopisów, map, miedziorytów i globusów. W 1741 biblioteka otrzymała znaczniejszy legat książkowy od Andrzeja Morsztyna. Nowy katalog spisany w 1757 obejmował już 2895 tomów, w chwili kasaty było ich ok. 4000. Pomieszczenie biblioteczne w 1680 składało się z 8 pokoi nad jadalnią kolegium przerobionych na bibliotekę, po pożarze kolegium w 3 salach z szafami po bokach. Po kasacie zakonu księgozbiór uległ rozproszeniu.